# Podvrško
Podvrško es una localidad de Croacia en el ejido del municipio de Cernik, condado de Brod-Posavina.

## Geografía
Se encuentra a una altitud de 307 msnm a 157 km de la capital nacional, Zagreb.

## Demografía
En el censo 2011 el total de población de la localidad fue de 294 habitantes.
| Gráfica de población de Podvrško 1857-2011                          |
|                                                                     |
| Según los censos de población de la oficina estadística de Croacia. |